# Thomas Peter Krag

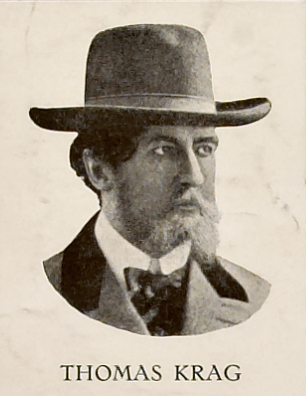
Thomas Peter Krag

Thomas Peter Krag (* 28. Juli 1868 in Kragerø, Telemark; † 13. März 1913 in Kristiania) war ein norwegischer Schriftsteller der Neuromantik.

## Leben
Krag war der Sohn des Politikers Peter Rasmus Krag und der ältere Bruder von Vilhelm Krag. Er besuchte die Kathedralschule in Kristiansand und lebte nach dem Abitur für mehrere Jahre in Kopenhagen. Von dort unternahm er Reisen nach Hamburg, Berlin, Paris und Italien. 1901 heiratete er Iben Nielsen. Der Literaturforscher Erik Krag war der Sohn von Nielsen und Krag.
Krags erstes Buch war der Roman Jon Græff, der 1891 erschien und 1906 ins Deutsche übersetzt wurde. In seinen Werken spielen mystische Elemente sowie die Natur und die Folklore Südnorwegens eine große Rolle.

## Werke (Auswahl)
- Jon Græff (1891) – deutsch Jon Græff (1906)
- Kobberslangen (1895) – deutsch Die eherne Schlange (1898)
- Ada Wilde (1896) – deutsch Ada Wilde (1900)
- Tubal den fredløse (1908) – deutsch Tubal der Friedlose (1910)
- Mester Magius (1909) – deutsch Meister Magius (1910)